# Quinto Lucrécio Vespilão
Quinto Lucrécio Vespilão (em latim: Quintus Lucretius Vespillo) foi um político romano da gente Lucrécia nomeado cônsul sufecto em 19 a.C. juntamente com Caio Sêncio Saturnino e Marco Vinício. Ele era filho de um outro Quinto Lucrécio Vespilão, famoso orador e jurista que foi proscrito por Sula e assassinado.

## História
Lucrécio serviu no exército de Pompeu em 48 a.C. e foi proscrito pelos triúnviros em 43 a.C.. Ele só não foi assassinado por ter sido escondido por sua esposa, Cúria, na casa dos dois em Roma. Ele se escondeu num sótão até que seus amigos interviessem e conseguissem um perdão para ele. Em 20 a.C., Vespilão foi uma das pessoas escolhidas como representantes do povo e do Senado Romano enviadas até Augusto, que estava em Atenas, para pedirem-lhe permissão para assumir o consulado. Lucrécio acabou escolhido juntamente com Caio Sêncio Saturnino.
Acredita-se que Vespilão tenha sido o autor de "Laudatio Turiae", uma lápide gravada com um epitáfio em louvor à sua esposa.